# Walter Hoffmann (Wirtschaftswissenschaftler)

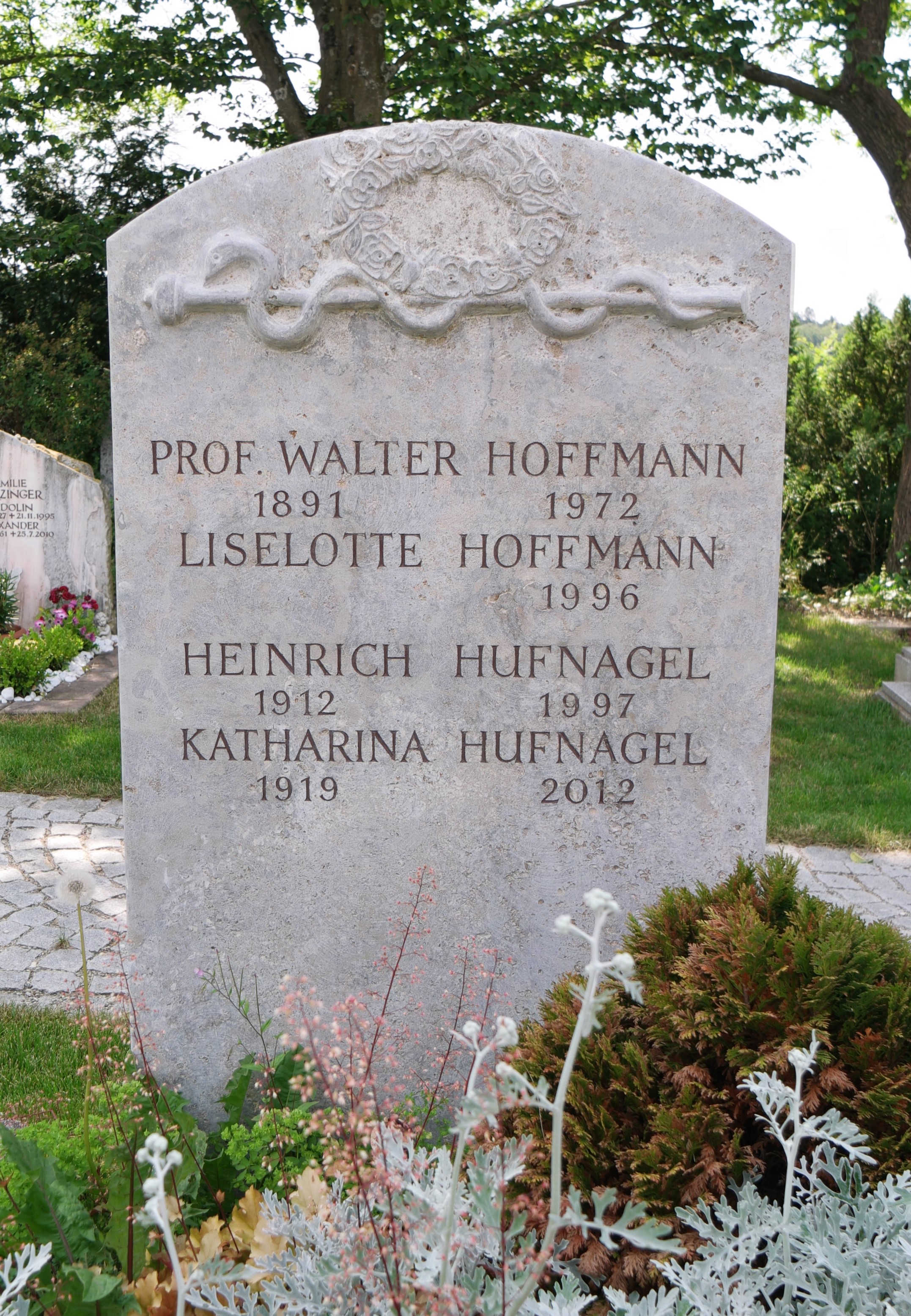
Grab des Wirtschaftswissenschaft-lers Walter Hoffmann (1891–1972) auf dem Friedhof in Schäftlarn, Bayern.

Walter Alexis Karl Hoffmann (* 20. September 1891 in Eisleben; † 14. April 1972 in Schäftlarn, Bayern) war ein deutscher Volkswirt und Hochschullehrer.

## Leben

### Familie und Ausbildung
Der evangelisch getaufte Walter Hoffmann, Sohn des Kaufmanns Karl Hoffmann, legte 1910 das Abitur am Martin-Luther-Gymnasium Eisleben ab. Nach einer daran anschließend absolvierten kaufmännischen Lehre bei der Darmstädter Bank in Berlin, wandte er sich seit 1912 dem Studium der Wirtschaftswissenschaften, Rechtswissenschaften sowie Geschichtswissenschaften an der Friedrich-Wilhelms-Universität zu Berlin, der Eberhard Karls Universität Tübingen und der Justus-Liebig-Universität Gießen zu, dort erwarb er 1914 den akademischen Grad eines Dr. phil. Walter Hoffmann war seit 1953 in zweiter Ehe mit Liselotte Karla geborene Hufnagel verheiratet. Er verstarb im Frühjahr 1972 80-jährig im bayerischen Schäftlarn.

### Berufliche Laufbahn
Walter Hoffmann übernahm nach seinem Studienabschluss Stellen als wissenschaftler Hilfsarbeiter der Preußenkasse und als Assistent an der Handelskammer Halle. Nachdem Hoffmann seit 1916 im Ersten Weltkrieg zum Kriegsdienst bei der Artillerie bzw. Flak eingezogen worden war, übernahm er das Kommando eines Flakzuges, im April 1918 wechselte er als Nachrichten- und Meldeoffizier in den Stabsdienst (befördert zum Leutnant, ausgezeichnet mit dem Eisernen Kreuz II. Klasse). Hoffmann wurde Mitbegründer des Stahlhelm, Bund der Frontsoldaten. Von 1919 bis 1923 wurde er zum stellvertretenden Syndikus der Handelskammer Halle bestellt. 1921 habilitierte er sich als Privatdozent in den Fächern Privatwirtschaftslehre und Wirtschaftskunde an der Martin-Luther-Universität Halle-Wittenberg. 1920 wurde er kurzzeitig Mitglied der DNVP. Im Jahr 1923 folgte er einem Ruf auf eine ordentliche Professor für Volks- und Staatswirtschaftslehre an der Bergakademie Freiberg, die er bis 1942 ausfüllte. Seit 1924 war er Mitglied der DVP. Zum 1. Mai 1933 trat er in die NSDAP ein (Mitgliedsnummer 1.963.968) und unterzeichnete im November 1933 das Bekenntnis der deutschen Professoren zu Adolf Hitler. Hoffmann fungierte zusätzlich von 1929 bis 1931 als Dozent für Volkswirtschaft, seit 1930 zusätzlich als Direktor des Mitteleuropa-Instituts an der Technischen Hochschule Dresden, im Jahr 1934 als Forschungsbeauftragter an der Akademie für Landesforschung und Reichsplanung in Berlin sowie von 1942 bis 1945 als ordentlicher Professor für Volkswirtschaftslehre an der Technischen Hochschule Dresden. Während des Zweiten Weltkrieges arbeitete er als Sachverständiger bzw. Wirtschaftsplaner der deutschen Regierung in Südosteuropa, insbesondere engagierte er sich für die Integration Rumäniens in den »großdeutschen« Wirtschaftsraum (Publikationen: Donauraum-Völkerschicksal, 1939; Rumänien von heute, 1943).
Nach dem Zweiten Weltkrieg bekleidete er von 1951 bis 1953 einen Lehrauftrag für Bank- und Sparkassenwesen und für Wissenschaftskunde Südosteuropas an der Ludwig-Maximilians-Universität München. Hoffmann, der insbesondere mit Beiträgen zur Wirtschaftskunde Südosteuropas und Mitteldeutschlands hervortrat, füllte zuletzt von 1959 bis 1961 einen Lehrauftrag an der Bergakademie Clausthal aus. 1956 wurde Hoffmann zum Präsidenten der zuvor in Erfurt ansässigen Akademie gemeinnütziger Wissenschaften zu Erfurt gewählt, ab 1958 war er Vorsitzender des mitteldeutschen Kulturrates.

## Schriften
- Mitteldeutschland: das neue Wirtschaftszentrum, Dr. Richter & Co./ Verlag für Volkswirtschaft, Berlin, 1924
- Südost-Europa: Bulgarien-Jugoslawien-Rumänien; ein Querschnitt durch Politik, Kultur und Wirtschaft. Mit mehreren Tabellen. In: Bücher der Bestandsaufnahme., 3, W. R. Lindner, Leipzig, 1932
- Handelskunde und Handelspolitik. In: Staat, Recht, Wirtschaft, Bd. 11., Ehlermann, Dresden, 1933
- Donauraum Völkerschicksal: Mit 7 Karten, Felix Meiner Verlag, Leipzig, 1939
- Lebensraum oder Imperialismus: eine wirtschaftspolitische Studie Südosteuropas. In: England ohne Maske, Nr. 27., Deutsche Informationsstelle, Berlin, 1940
- Großdeutschland im Donauraum. In: Nationalpolitische Aufklärungsschriften, Heft 17., Im Propaganda-Verlag Paul Hochmuth, Berlin, 1941
- Rumänien von heute; ein Querschnitt durch Politik, Kultur und Wirtschaft, Verlag Cugetarea, Bucureşti, 1941
- Marxismus oder Titoismus? Titos Versuch zur Neuordnung gesellschaftlicher Beziehungen im Staate, Isar Verlag, München, 1953
- Der Mansfelder Kupferschieferbergbau: ein Beitrag zur mitteldeutschen Wirtschaftsgeschichte, In: Mitteldeutschland; Querschnitte durch Politik, Wirtschaft und Kultur, Heft W1, 1957., A. Hain, Meisenheim am Glan, 1957
- als Herausgeber: Bergakademie Freiberg – Freiberg und sein Bergbau. Die sächsische Bergakademie Freiberg (= Reihe Mitteldeutsche Hochschulen, Band 7), W. Weidlich, Frankfurt am Main 1959, DNB 452068126, OCLC 7899664.